# Hamirpur
Hamirpur là một thành phố và là nơi đặt hội đồng đô thị (municipal council) của quận Hamirpur thuộc bang Himachal Pradesh, Ấn Độ.

## Địa lý
Hamirpur có vị trí 31°41′B 76°31′Đ / 31,68°B 76,52°Đ Nó có độ cao trung bình là 738 mét (2421 feet).

## Nhân khẩu
Theo điều tra dân số năm 2001 của Ấn Độ, Hamirpur có dân số 17.219 người. Phái nam chiếm 54% tổng số dân và phái nữ chiếm 46%. Hamirpur có tỷ lệ 81% biết đọc biết viết, cao hơn tỷ lệ trung bình toàn quốc là 59,5%: tỷ lệ cho phái nam là 83%, và tỷ lệ cho phái nữ là 79%. Tại Hamirpur, 10% dân số nhỏ hơn 6 tuổi.